# Solnedgång i Montmajour
Solnedgång i Montmajour (även Solnedgång över Montmajour, nederländska: Zonsondergang bij Montmajour) är en landskapsmålning i olja målad av Vincent van Gogh i juli 1888 när konstnären var i Arles, Frankrike. I bakgrunden skymtar ruinen av klostret i Montmajour.
Målningens äkthet bekräftades först 2013. Det är den första målningen av van Gogh i full storlek som har upptäckts sedan 1928. Den är i privat ägo.

## Källhänvisningar
1. ↑  "Nyupptäckt "norsk" van Gogh ska ge Holland nya turistpengar!". Arkiverad 13 juni 2020 hämtat från the Wayback Machine. Barnebys.se, 2013-09-10. Läst 25 juni 2014.
2. ↑  ”Ny van Goghtavla upptäckt i Nederländerna” (på engelska). 9 september 2013. Arkiverad från originalet den 25 juni 2014. https://archive.is/20140625003338/http://swedish.ruvr.ru/news/2013_09_09/Ny-van-Goghtavla-upptackt-i-Nederlanderna-3711/. Läst 25 juni 2014.
3. ↑  "Ny van-Gogh-målning". Arkiverad 10 mars 2016 hämtat från the Wayback Machine. sydsvenskan.se, 2013-09-09. Läst 25 juni 2014.
4. 1 2  "Van Gogh Museum ontdekt nieuw schilderij van Vincent van Gogh: Zonsondergang bij Montmajour". Arkiverad 12 september 2013 hämtat från the Wayback Machine. vangoghmuseum.nl, 2013-09-09. Läst 25 juni 2014. (nederländska)